# هدر میلز
هدر آنه میلز متولد۱۲ ژانویهٔ ۱۹۶۸، شخصیت تلویزیونی، بازرگان و فعال اجتماعی انگلیسی است.
میلز در سال ۱۹۹۳ مورد توجه عموم قرار گرفت، او یک مدل بود و تصادف با یک موتور پلیس منجر به از دست دادن پای چپش شد. او بعد از تصادف نیز یک مدل ماند و داستان زندگی‌اش را به یک روزنامه فروخت.
رابطه‌اش در سال ۲۰۰۰ با پل مک‌کارتنی عضو گروه بیتلز توجهات بیشتری را به او جلب کرد.
آن‌ها در ژوئن سال ۲۰۰۲ با یکدیگر ازدواج کردند و در ۲۸ اکتبر سال ۲۰۰۳ دخترشان به نام بئاتریس مایلی مک‌کارتنی متولد شد. این دو در سال ۲۰۰۶ از هم جداشدند و در نهایت در سال ۲۰۰۸ از یکدیگر طلاق گرفتند.
بعد از ازدواج وی با پل مک‌کارتنی، میلز درگیر دفاع از حقوق حیوانات شد و از سال ۲۰۱۲ یکی از حامیان جنبش ویوا (به انگلیسی: Viva!) و بنیاد گیاهخواران و گیاهان است. او همچنین نایب رئیس انجمنی در رابطه با افراد معلول به نام Limbless Association است.

## اوایل زندگی
هدر میلز در شهر الدرشات، همپشر به دنیا آمد. پدر او جان مارک فرانسیس میلز، چترباز بازنشسته ارتش بریتانیا بود و مادرش بئاتریس ماری میلز با نام اصلی فینلی، دختر یک سرهنگ ارتش بریتانیا بود.
پدر او در هفت سالگی به سرپرستی خانواده‌ای اهل برایتون درآمد که صاحب یک دکه بقالی بودند و علاوه بر این پدربزرگ پدری میلز به عنوان مکانیک یک تیم اتومبیل‌رانی در مسابقات فرمول یک کار می‌کرد.
مادر میلز در زمان جنگ جهانی دوم در هند به دنیا آمد اما در یک مدرسه شبانه‌روزی انگلیسی تحصیل کرد. پدر و مادر او یکدیگر را در دانشگاه نیوکاسل برای اولین بار ملاقات کردند و برخلاف خواسته پدر فینلی با هم ازدواج کردند و پس از آن مادر میلز تنها یکبار پیش از مرگ پدرش او را دید.
مادر او، بئاتریس به چندین زبان صحبت می‌کرد و پیانو نیز می‌نواخت و پدرش مارک نیز تار بانجو و گیتار می‌زد و به عکاسی نیز علاقه داشت (برنده یک جایزه عکاسی از لندن نیز بود) و در فعالیت‌های ورزشی متعددی نیز شرکت داشت. او همچنین از دوستداران جدی حیوانات بود و در یک انجمن حمایت از حیوانات آن زمان نیز کار می‌کرد. هدر میلز در جایی گفته‌است که خانواده‌اش همیشه یک سگ و گربه، یک غاز خانگی و یک بز ماده نگهداری می‌کردند که اجازه گردش در خانه‌شان داشتند.